# Taken, verantwoordelijkheden en bevoegdheden

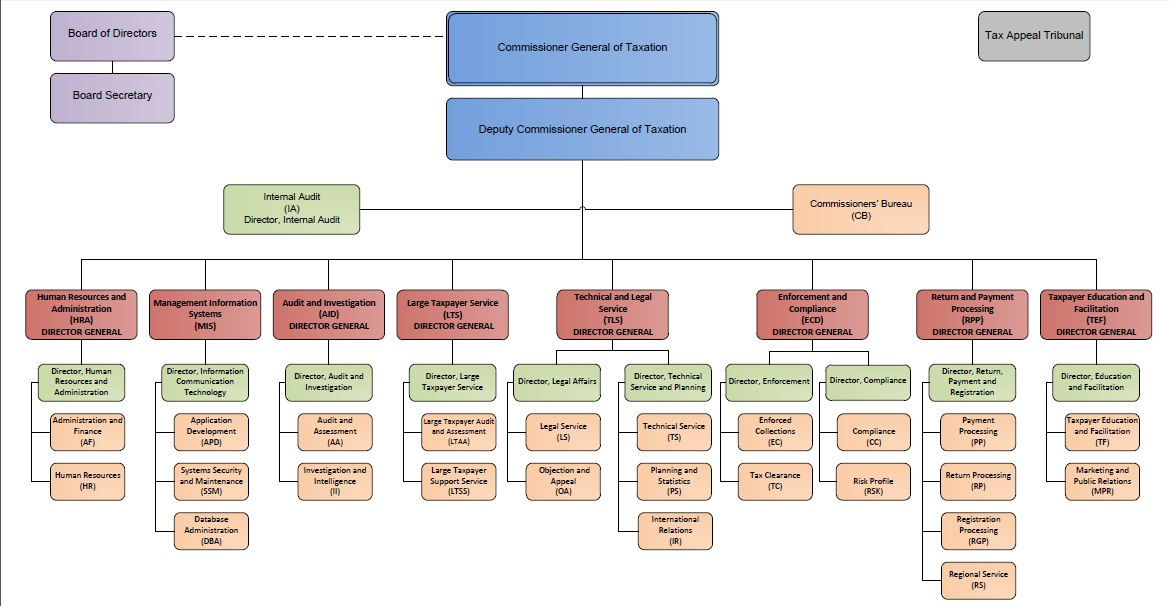
Een organisatieschema

Taken, verantwoordelijkheden en bevoegdheden (tvb) is, in Nederland, een methodiek vanuit de bedrijfs- en organisatiekunde om de verdeling van taken, verantwoordelijkheden en bevoegdheden te organiseren. Deze tvb's worden in een organisatiestructuur op elkaar afgestemd. 
In functieomschrijvingen worden deze taken (moet), verantwoordelijkheden (resultaatgebied) en bevoegdheden (mag) vervolgens per functie weergegeven.
In de arbowet is geregeld dat de werkgever zorgdraagt "voor een goede verdeling van bevoegdheden en verantwoordelijkheden tussen de bij de werkgever werkzame personen, waarbij hij rekening houdt met de bekwaamheden van de werknemers".
TaakEen taak is wat iemand doet of hoort te doen. Het concrete werk dat iemand verricht, in het licht van zijn verantwoordelijkheid.
VerantwoordelijkheidEen verantwoordelijkheid is wat iemand moet. Diegene is daarop aanspreekbaar en legt daarvoor verantwoording of rekenschap af aan een ander. Verantwoordelijkheid moet niet verward worden met verantwoording of verantwoordelijkheidsgevoel. Veel verantwoordelijkheid of verantwoordelijkheidsgevoel met weinig bevoegdheid geeft vaak stress.
BevoegdheidEen bevoegdheid is dat wat iemand mag. Een bevoegdheid is de toestemming om een bepaalde handeling te verrichten, al dan niet in naam van een ander die deze toestemming gedelegeerd heeft.

## Delegeren versus mandateren
Delegeren is het overdragen van bevoegdheden, inclusief de verantwoordelijkheid. Dit in tegenstelling tot mandateren, wat ook het overdragen van bevoegdheden betekent, maar dan zonder die verantwoordelijkheid. De keuze tussen delegeren en mandateren is gebaseerd op de mate waarin iemand in staat is bevoegdheden en verantwoordelijkheden te dragen en de bereidheid van de delegerende om bevoegdheden en verantwoordelijkheden over te dragen. Hiermee samen hangt de behoefte van de delegerende controle te behouden.

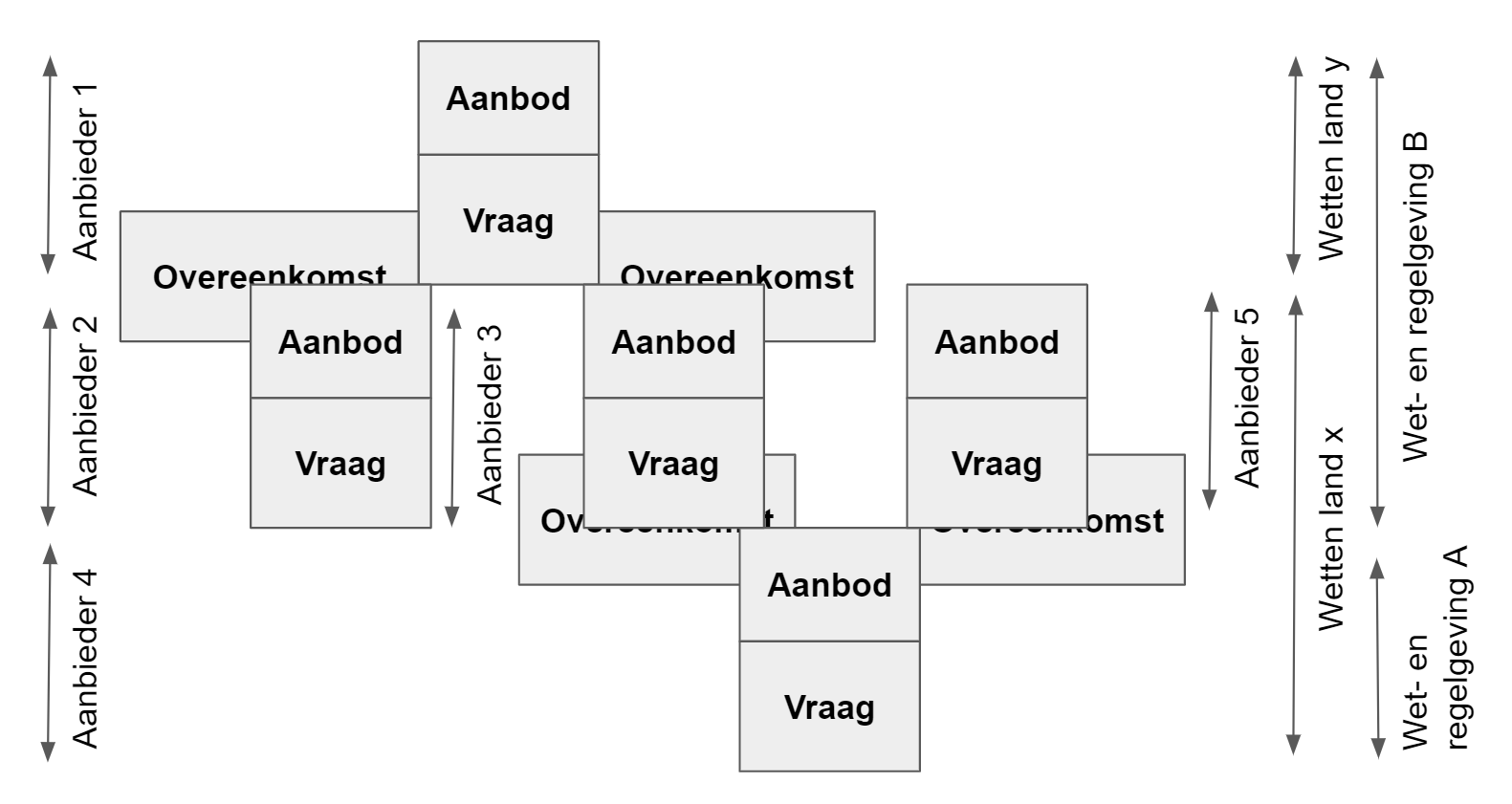
Samenwerking tussen individuen en teams is idealieter goed afgestemd

## RACI
Voor de beschrijving van deze taken, verantwoordelijkheden en bevoegdheden (tvb’s) wordt het RACI-model vaak gebruikt.